# Ares I

Logo-ul Ares

„Ares I” este o rachetă purtătoare americană de clasă grea, dezvoltată de NASA, cu scopul de a plasa pe orbită terestră joasă a unei capsule pentru zbor spațial cu echipaj uman.
Ares este numele zeului din mitologia greacă, echivalentul lui Marte în mitologia romană (zborul către Marte fiind următoarea țintă, după Lună, a programului „Constellation”). 
Indexul „I” din denumirea „Ares I” face aluzie la indicele similar din numele rachetei „Saturn I”. Denumirea „Ares V”, al noii rachete purtătoare supergrele dezvoltate concomitent cu „Ares I”, are la rândul său o asociere cu racheta purtătoare de succes „Saturn V”. Ambele rachete, „Saturn I” și „Saturn V”, au fost dezvoltate de NASA în anii '60 special pentru zborurile umane în spațiu și au fost utilizate cu succes în cadrul programului american „Apollo”, destinat misiunilor lunare.
Programul "Ares" a fost ulterior abandonat.

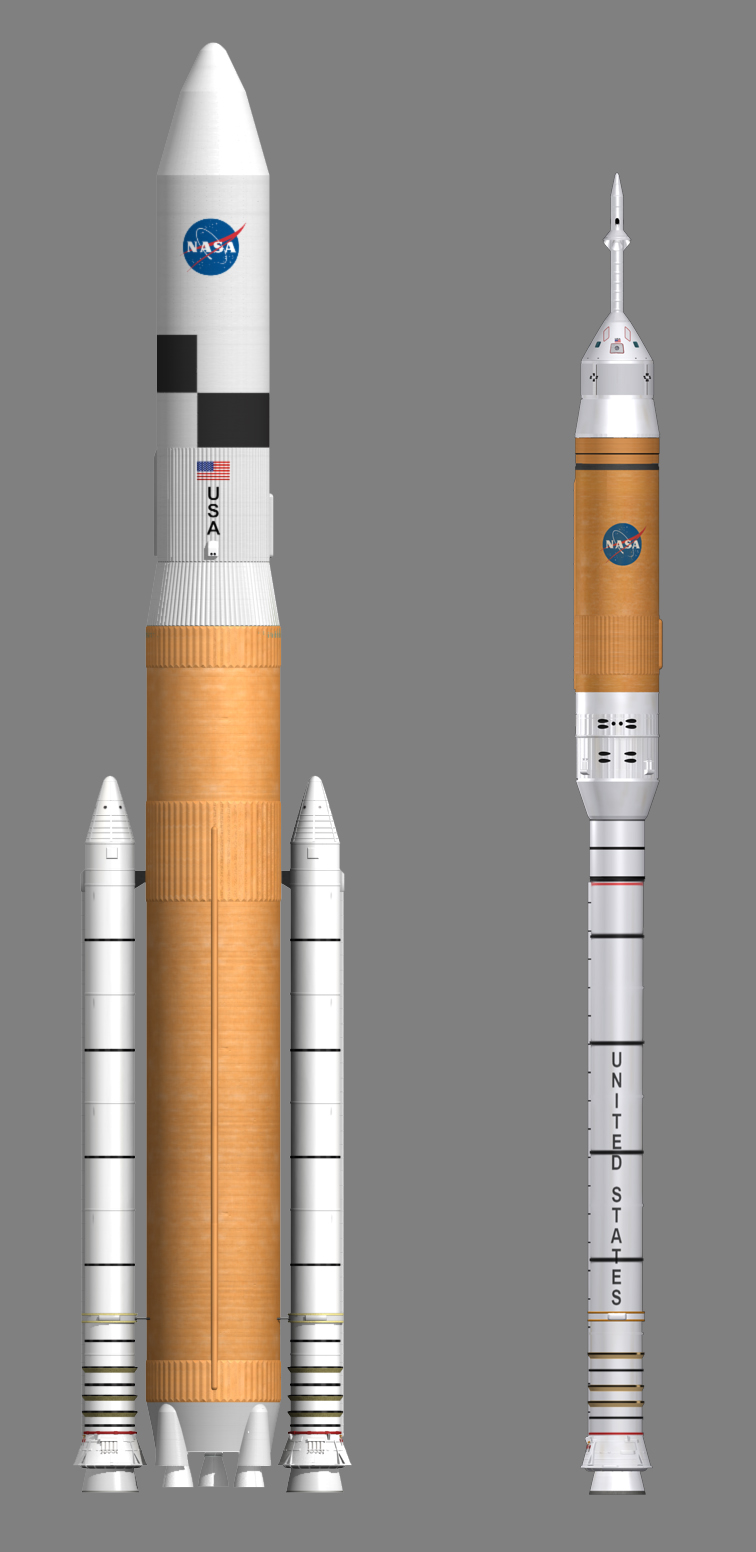
Comparație între „Ares V” (stânga) și „Ares I” (dreapta)

## Destinație și dezvoltare
Rachetele purtătoare „Ares I” și „Ares V” și navă spațială cu echipaj uman „Orion” au fost dezvoltate de NASA în cadrul programului „Constellation”. Acest program, menit să propulseze explorarea spațială americană după era navetelor spațiale a luat ființă ca urmare a discursului programatic al președintelui SUA George W. Bush din ianuarie 2004: „Viziunea pentru explorarea spațială a SUA” (The Vision for U.S. Space Exploration). În februarie 2010, programul „Constellation” a fost anulat prin decizia celui de-al 44-lea președinte al SUA, Barack Obama, din cauza revizuirii abordării în realizarea misiunilor spațiale și a lipsei de finanțare. În consecință, dezvoltarea navei spațiale „Orion” și a rachetei purtătoare „Ares V” a fost oprită, însă crearea rachetei purtătoare „Ares I” a continuat, cu ritm accelerat, planurile prevăzând primul zbor pilotat cu aceasta pentru noiembrie 2014.
„Ares I” trebuie să plaseze pe orbită terestră 24,95 tone. Principala misiune a „Ares I” este lansarea pe orbită a unei nave spațiale cu echipaj format din 4-6 astronauti, în prezent proiectată în locul navei „Orion”. O altă utilizare a „Ares I” este plasarea pe orbită a încărcăturilor utile de până la 25 de tone. Varianta de transport cargo este destinată aprovizionării Stației Spațiale Internaționale, precum și lansării încărcăturilor pentru expediții lunare.
Coordonarea dezvoltării proiectului „Ares I” se desfășoară la Centrul Spațial Marshall al NASA din Huntsville, statul Alabama. Conform planurilor inițiale, „Ares I” trebuia să înceapă transportul echipajelor către Stația Spațială Internațională cel târziu în 2014.
După închiderea programului „Constellation”, dezvoltarea „Ares I” a fost oprită, iar nava spațială cu echipaj, în continuare dezvoltată cu modificări, a fost reorientată pentru zboruri pe orbită terestră folosind alte rachete purtătoare.

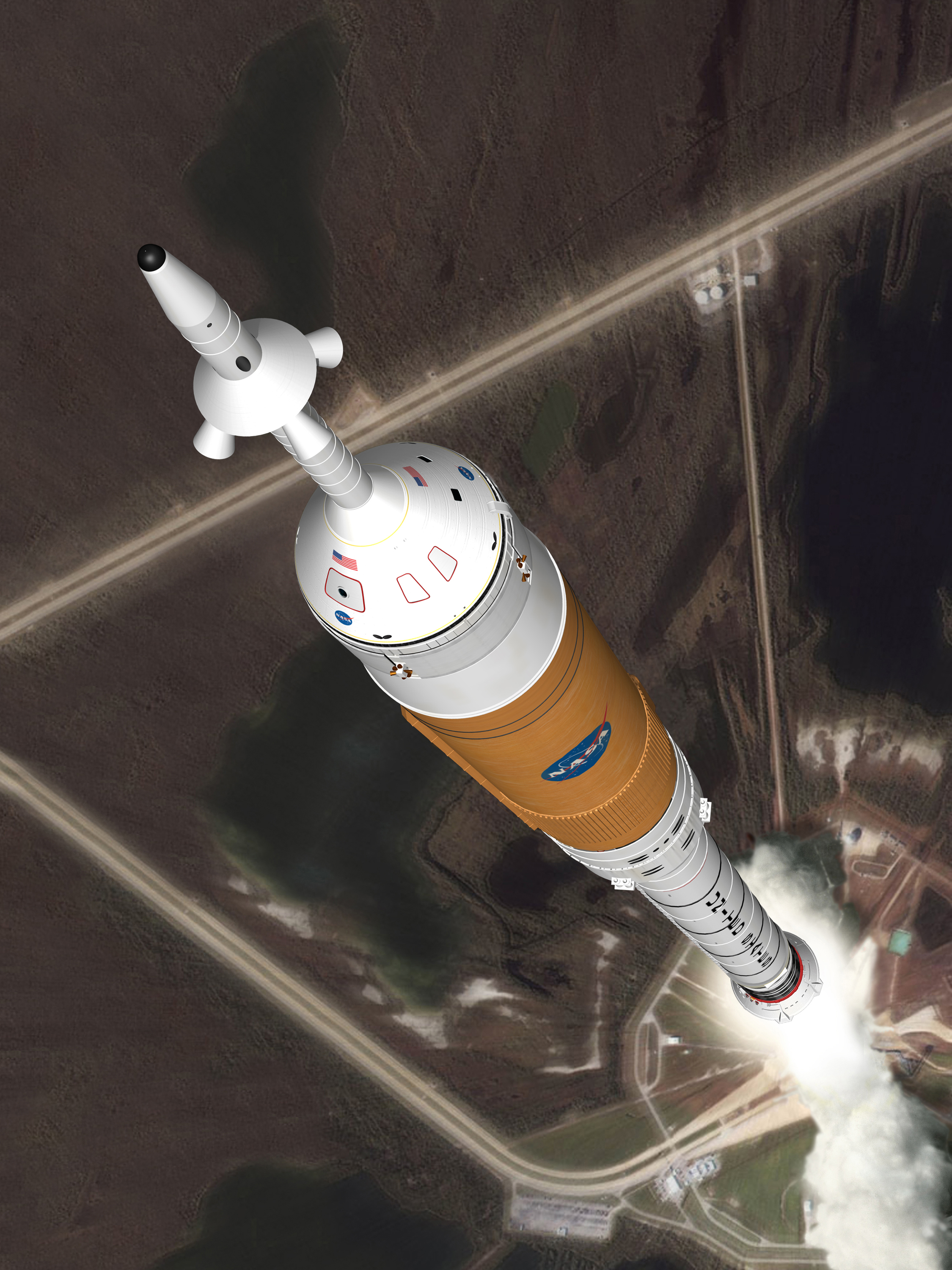
Lansarea „Ares I” (fotomontaj)

## Parametri
„Ares I” era formată din două trepte ale rachetei purtătoare, o navă spațială cu echipaj, un modul de serviciu și un sistem de salvare în caz de urgență pentru echipaj.
Prima treaptă a rachetei purtătoare „Ares I” este un propulsor cu combustibil solid reutilizabil modernizat, utilizat anterior în sistemul Space Shuttle. Combustibilul folosit în acest propulsor solid este polibutadien acrilonitril (polybutadiene acrylonitrile, PBAN). Partea superioară a fost reproiectată pentru a se conecta la a doua treaptă a rachetei „Ares I” și include un mecanism de separare a treptelor în faza de ascensiune orbitală.
A doua treaptă a rachetei purtătoare „Ares I” este o dezvoltare complet nouă, echipată cu motorul rachetă J-2X, alimentat de oxigen lichid și hidrogen lichid. Motorul J-2X este dezvoltat pe baza predecesorilor săi, motoarele J-2S și J-2. Motorul J-2 a fost utilizat pe ultima treaptă a rachetelor „Saturn IB” și „Saturn V”. Motorul J-2S este o versiune modificată a motorului J-2, dezvoltat și testat în anii '70, dar niciodată utilizat practic.
Prima treaptă a rachetei purtătoare funcționează timp de 2,5 minute, timp în care racheta ajunge la o altitudine de 60,96 km și o viteză de 6,1 Mach. A doua treaptă ridică racheta până la o altitudine de aproximativ 101,4 km. Apoi, motoarele modulului de serviciu sunt activate, iar nava spațială ajunge pe o orbită circulară la o altitudine de 297,7 km deasupra Pământului. Pe orbită, nava spațială cu echipaj și modulul de serviciu se atașează la Stația Spațială Internațională sau se cuplează cu modulul lunar pentru a continua misiunea spre Lună.

## Primul zbor de testare „Ares I-X”
Primul zbor de testare al rachetei „Ares” era planificat pentru începutul anului 2009. Cu toate acestea, datele acestui zbor au fost amânate constant pe parcursul anului 2009. Lansarea era programată inițial pentru 31 iulie, apoi pentru 18 septembrie și ulterior pentru 27 octombrie. Primul zbor de testare al rachetei „Ares” aa primit un nume special „Ares I-X”. În locul celei de-a doua trepte și a sarcinii utile au fost instalate modele masive de dimensiuni reale.
Pe 20 octombrie, racheta „Ares I-X” a fost transportată de la clădirea de asamblare verticală la rampa de lansare 39B. Până în acel moment, rampa 39B, care era utilizată pentru lansările navetelor spațiale Shuttle, a fost reconfigurată pentru lansările rachetelor „Ares”.
Fereastra de lansare pentru 27 octombrie era deschisă între orele 12:00 și 16:00 GMT (8:00 - 12:00 EDT). Din cauza condițiilor meteorologice nefavorabile (cer înnorat și vânt puternic), lansarea a fost amânată constant începând cu ora 12:00, până la anularea completă a acesteia și reprogramarea pentru ziua următoare, 28 octombrie. Lansarea a avut loc pe 28 octombrie 2009 la ora 11:30 EDT. Durata zborului a fost de aproximativ 6 minute, de la momentul lansării până la momentul în care acceleratorul rachetei a ajuns la 240 km de punctul de lansare. Viteza maximă atinsă a fost de 4,76 Mach, iar altitudinea a fost de 45 km.